# Pesten i Sverige 1710–1713
Pesten i Sverige 1710–1713 var den senaste stora pestepidemin i Sverige. Pesten kom med en skuta till Sverige från Pärnu i Svenska Livland, men var samma bakteriestam som härjade under digerdöden i Sverige. 

## Historik
I maj 1710 utbröt pesten i Riga och sedan kom turen till Reval. En svensk överstelöjtnant, som anlände dit med förstärkningsmanskap under belägringen av Reval, berättade hur "de döde i myckenhet lågo på gatorne samt i husen med en stor orenlighet överallt, så att sjukdomen därav ej ringa tillväxande tog". Av den svenska garnisonen, som i september uppgick till 1 250 man, var på nyåret 1711 endast 300 kvar i livet. När staden på hösten kapitulerade hade de räddat sig på örlogsflottan till Finland, men förde också med sig smittan dit. 
I Uppland och Södermanland härjade pesten från juli 1710 till februari 1711. Dödligheten var mycket hög. De fattiga drabbades alltid värst, eftersom de hade mindre möjlighet att hålla hygien, och ofta vistades i närhet av råttor och deras loppor. Pesten drabbade främst de större städerna. Bara i pestutbrottet i Stockholm 1710–1711 dog 22 000 av stadens 55 000 invånare på grund av pesten. Samtliga samhällsklasser drabbades, och i synnerhet barnen led pestdöden. Man hade uppfattningen att pesten spreds av hundar, svin och katter varför dessa avlivades i stor utsträckning. Kungafamiljen och ämbetsverken flydde till Falun och Sala i tron att svavelångor skulle minska risken för smitta.

### Stockholm
Pesten tros ha kommit till Stockholm under våren 1710 med en skuta från Livland som hade smittade ombord. Den ansvariga myndigheten, Collegium medicorum, slog dock först den 19 augusti, när smittan redan hade fått stor spridning, fast att huvudstaden hade drabbats av ett pestutbrott. En pestläkare (Herman Grim) förordnades och man vidtog en rad åtgärder för att minska smittspridningen. Sjukhus upprättades och fattigkyrkogårdar togs i bruk när de vanliga kyrkogårdarna blev överfyllda. Hus med smittade invånare skulle märkas med ett vitt kors. Sundhetspass krävdes för att lämna och komma in i staden. Pesten var som värst under sista veckan i oktober och avtog i slutet av 1710 och på våren förklarades staden pestfri. Då hade 22 000, eller cirka 40 procent av Stockholms invånare, dött av pesten.

### Resten av landet
Från Stockholm utbredde sig pesten snabbt åt olika håll. Med fartyg och båtar fördes den till städer och gårdar i både Roslagen och Mälardalen. Det har exempelvis antagits att den som bar skulden för att smittan kom till Västerås var en skeppare som trotsat förbudet att medföra passagerare utan sundhetspass från Stockholm. En av dessa dog under resan och liket vräktes i sjön, men vid hemkomsten till Västerås smittades först skepparens eget hus, där två personer avled, och sedan spreds sjukdomen vidare. Inte sällan fördes farsoten från gård till gård genom försäljning av de dödas kläder och annan kvarlåtenskap. Norrut sträckte farsoten sina verkningar ända till Härnösand. Värst rasade den i Mälarlandskapen och Götaland. Bohuslän och Göteborg blev dock förskonade, liksom Dalsland och Värmland.
Bland de värst drabbade städerna i Södermanland var särskilt Södertälje och Trosa, där nästan hela borgerskapet dog ut. Till Norrköping kom smittan med resande från Stockholm, som infann sig till den stora Mattsmässomarknaden den 21 september. I ett av de hus där pesten först bröt ut hade den fått fast fot genom att "en besmittad hustru" som bott där bytt kläder med en piga. Kort därpå avled först tjänsteflickan och sedan man, hustru samt en dotter i huset. Därifrån spred sig farsoten hastigt vidare och krävde tusentals offer. Till en socken i närheten av Norrköping fördes smittan genom klockaren, som hade varit inne i staden och begravt sin pestdöda syster och, trots provinsialläkarens varningar, tagit den dödas kvarlåtenskap med sig hem. Förhållandevis värst hemsökt bland Östergötlands städer tycks Skänninge ha varit, där 500 personer av 700 avled i pest. Till S:t Anna kapellförsamling i Östergötlands skärgård kom pesten via en "fiskeköparepiga" från Stockholm. Det spred sig från ö till ö och kostade nästan halva socknens befolkning livet.
Från Kalmar har man detaljerade uppgifter om hur pesten kom in i staden. Två skeppare, som varit i Stockholm och blivit smittade, fördes upp i staden och avled i sitt kvarter den 4 september. Värdinnan, en fattig änka, lånade två lakan av en granne för att breda över liken och lämnade tillbaka dem otvättade, varefter de lades undan i en slagbänk där tre flickor hade sin sovplats. Flickorna insjuknade först, sedan de andra som bodde i huset, och inom en månad hade åtta av dem avlidit. De dödas kläder och bohag skiftades mellan arvingarna och sjukdomen spreds åt olika håll. Kalmar län hörde till de svårast hemsökta landsändarna, vilket tillskrivs den myckna sjöfarten och den slappa bevakningen vid Kalmar sjötull, där tullnären ska ha låtit fartyg passera ut och in utan någon kontroll. Även Öland led mycket av pesten, och lik av farsotens offer anträffades både på vägar och i skogar. "Sedan ett offer i någon by fallit för smittan, skonades intet hus", står det i en samtida skildring.
På Gotland blev särskilt Visby med omnejd samt södra delen av ön härjade av farsoten. I Sproge socken uppges befolkningen ha nästan dött ut fullständigt, medan grannsocknen Eista, där man höll sträng gränsvakt med laddade gevär, fullständigt skonades. Under hela den tid pesten rasade på Gotland fanns där varken läkare, fältskär eller apotekare.  
Skåne var ett av de allra värst drabbade landskapen. I Malmö dog över hälften av den mantalsskrivna befolkningen; en fjärdedel av husen i staden var utdöda och en hel gata stod öde. Från Skåne förde genomtågande krigsfolk smittan till Halland, och till Västergötland kom den bland annat med soldater från Småland. Mariestad fick pesten genom en kvinna från Norrköping som kom på besök till sin bror i trakten. Före hennes avresa hemifrån hade hennes tre barn dött, och medan hon var på väg avled också mannen. Kvinnan skickades tillbaka till Norrköping, men då var olyckan skedd och åtskilliga personer i Mariestad fick sätta livet till. 
I Blekinge var Karlskrona en farlig inträdesport för smittsamma sjukdomar. Antalet i Karlskrona som dog av pest åren 1710–11 uppges till 6000. Tillfälliga begravningsplatser anordnades på Aspö och Vämö. Dåvarande kastellpredikanten på Kungsholmen och Drottningskär, Petrus Westelius, antecknade i kastellens kyrkobok: "I detta Herrans år 1710 äro av mig på Aspö kyrkogård begravda 2125 döda utom alla dem, som blevo nerlagda i tvenne långa gravar, tre lik i bredd, utan kistor och i sina dödkläder." Vad Blekinge i dess helhet beträffar tycks folkmängden genom pesten ha minskats med en tredjedel. 
Om farsotens ankomst till Hudiksvall har kyrkoherden Olof Broman antecknat: "Sist uti september månad kommo  skutorne hit hem ifrån Stockholm, då ock pesten infördes i Hudiksvall. Den förste, som dog, var drängen Johannes hos Hammerman, som låg allenast en dag sjuk; därnäst en piga, som bar upp hampa av farkosten, därnäst jungfru C. Lindh, som gick in att märka svepkläder på bemälte dräng, etc. etc. Uti Virta och Forssa socken dödde 7 personer allt i sänder; hela huset ödelades."

### Resulterande pestkyrkogårdar i urval
- Blekinge
  - Mässingsholmens pestkyrkogård, Rödeby, 1711
- Skåne
  - Baskemölla pestkyrkogård
  - Pestkyrkogården i Domsten, Helsingborgs kommun, 1711
  - Pestkyrkogården nära Duveke, Svalöv
  - Pest- och kolerakyrkogården på Ivö
  - Pestkyrkogården i Pestbacken, Bromölla
  - Pestkyrkogården i Slottshagen, Helsingborg, 1710-11
  - Pestkyrkogården i Ättekulla, Helsingborg, 1710-11
- Småland
  - Pestkyrkogården på Björkenäs i Kalmar
  - Moshultamåla pestkyrkogård, 1710-11
- Södermanland:
  - Pestkyrkogården i Bälinge, Nyköpings kommun
  - Pestkyrkogården på Askö, Trosa kommun
- Östergötland
  - Pestkyrkogården vid Flöjsundet, Trännö
  - Pestkyrkogården i Folkparken, Norrköping, 1710

### Norge och Danmark
Myndigheterna i Norge förbjöd all handel med områden där pesten fanns och karantänsstationer etablerades. Apotekarna pålades att ha stora läkemedelsförråd. I Christiania med omgivningar avlivades alla svin, då de ansågs kunna smitta människor.
Den norska gränsen mot Sverige är lång och det var rikliga kontakter över, trots att det var krig. Ett kungligt dekret utfärdades därför i avsikt att förhindra att sjukdomen kom in i Norge. Varje svensk som försökte komma över gränsen skulle skjutas och liket begravas "dybt i jorden paa samme Sted" och man fick icke röra vid liket eller kläderna med händerna utan "med Stænger at fremvælte" det i graven. Att stoppa alla potentiellt pestsjuka på detta sätt var en plikt och människor som bodde nära gränsen mot Sverige blev pålagda att flytta en halvmil in i landet.
Det var drastiska tilltag, men de bidrog till att pestepidemin i unionen Danmark-Norge begränsades till Köpenhamn och Helsingör och den norska befolkningen slapp undan. Själland drabbades dock mycket hårt. Pesten började där med att en passagerare från Stockholm som rest på holländskt skepp steg i land i Helsingör den 26 september 1710.